# Heureka (museo científico)
Heureka es un museo o centro científico finlandés en Vantaa, Finlandia, al norte de Helsinki, diseñado por Heikkinen - Komonen Architects. El objetivo, que abrió sus puertas al público en 1989, es popularizar la información científica y desarrollar los métodos utilizados para enseñar ciencia y conceptos científicos. El nombre "Heureka" se refiere a la exclamación griega, presumiblemente proferida por Arquímedes, que viene a significar ¡Lo he encontrado! cuando hizo un descubrimiento. El museo científico Heureka ofrece exposiciones interactivas tanto interiores como exteriores con exposiciones que permiten a los visitantes probar de forma independiente diferentes conceptos e ideas. También hay un planetario digital con 135 asientos.
El museo científico Heureka es una organización sin ánimo de lucro dirigida por la Fundación del Centro de Ciencias de Finlandia. Que es una organización cooperativa y cuenta con una base amplia e incluye la comunidad científica finlandesa, el sector de educación, el comercio y la industria, y el gobierno nacional y local. Existen diez organizaciones que apoyan a la fundación, desarrollan y participan activamente en las actividades de Heureka.
El órgano superior de la fundación es el Consejo de Administración, cuyas decisiones son implementadas por la Junta de Gobierno. Las actividades diarias son responsabilidad del director de Heureka, asistido por un equipo directivo y el personal del centro.

## Historia
Los inicios del Centro Finlandés de Ciencias Heureka se remontan a la Universidad de Helsinki, y a científicos que se habían familiarizado con diferentes centros dedicados a las ciencias por todo el mundo. La idea inicial fue emprendida por los profesores auxiliares Tapio Markkanen, Hannu I. Miettinen y Heikki Oja.
Todo empezó con la exhibición de física del 82 que tuvo lugar en la Casa de los Estados de Helsinki del 20 al 26 de mayo de 1982. Durante el otoño de ese mismo año, el proyecto de centro científico se emprendió con el apoyo inicial de la Academia de Finlandia, el Ministerio de Educación y diversas fundaciones. El proyecto llevó al establecimiento de la fundación finlandesa de ciencia durante los años 1983-1984. los miembros fundadores originales incluían la Universidad de Helsinki, la universidad de helsinki de tecnología, la federación finlandesa de las sociedades y la confederación de industrias.
En 1984 la ciudad de Vantaa se ofreció para ser la ciudad donde se construiría, para financiar el centro parcialmente, y también designó un terreno situado en sur de Tikkurila como la futura localización del centro. De una competición de arquitectura, que tuvo lugar en 1985, salieron dos primeros premios, entre los que se escogió el diseño, concretamente el “Heureka” presentado por Mikko Heikkinen, Markku Komonen y Lauri Anttila. Antes de que se terminara el edificio, algunas exposiciones de prueba se montaron en otros sitios. El plan interior para el Centro de Ciencias, fue completado en 1986. Los fondos para el edificio se prepararon para octubre de 1987, y el trabajo de construcción finalizó un año después. El área total del edificio es de 8.200 m² que se utilizan para las exposiciones. El Centro Finlandés de Ciencias Heureka abrió sus puertas al público el 28 de abril de 1989.

## Exhibiciones y planetario

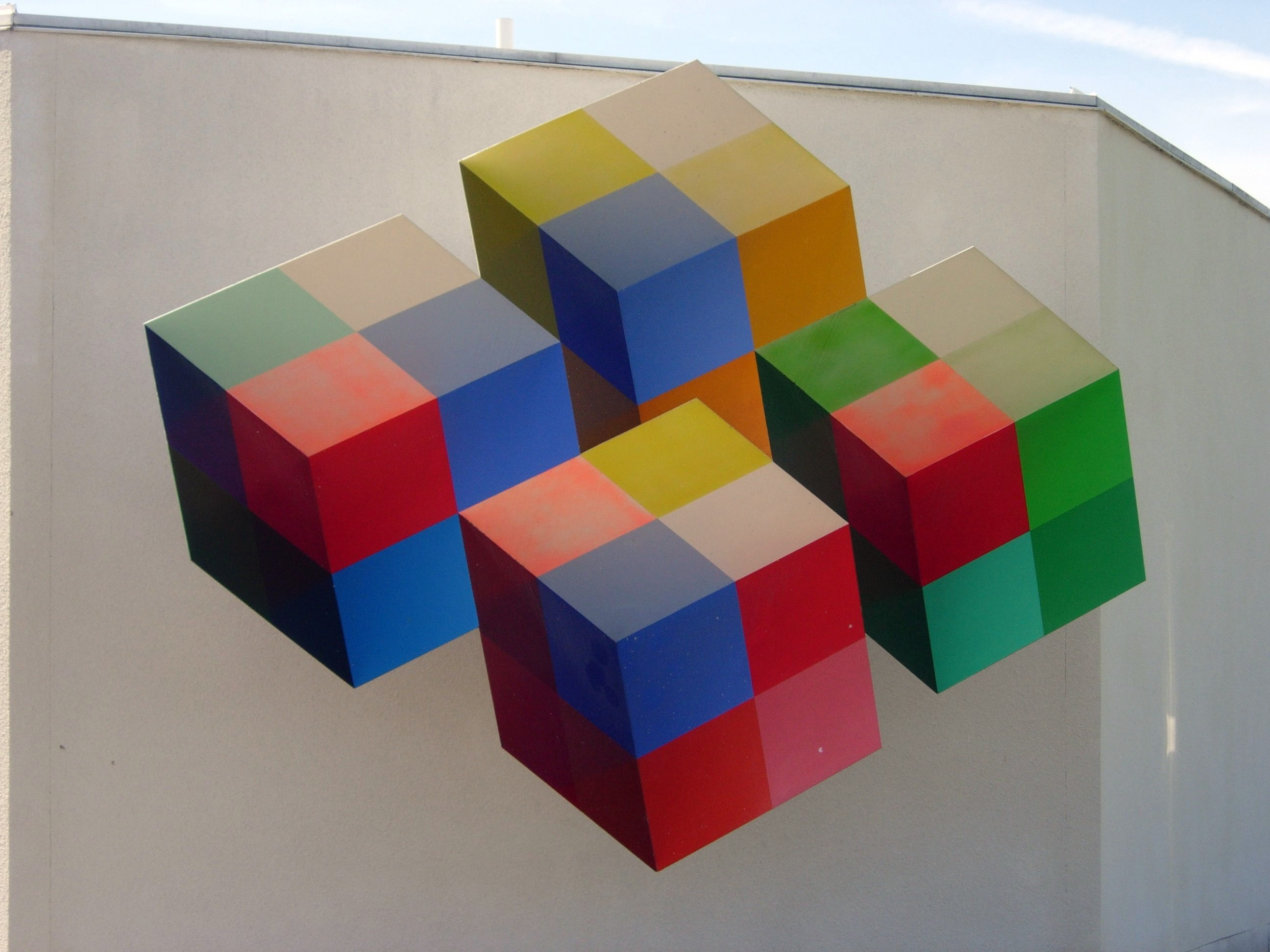
Ilusión óptica en el centro científico Heureka. Lo que parecen ser cuadrados no lo son. Ver ilusión isométrica.

### Interior del edificio
La principal sala de exposiciones alberga alrededor de 200 exposiciones relacionadas con diferentes campos de la ciencia. La exposición principal se renovó completamente en 1999, pero también se llevan a cabo pequeños cambios en la sala principal de exposiciones cada año. Los temas incluyen, por ejemplo, la digestión y las funciones de los intestinos, la producción de dinero o el tráfico. La exposición “The Wind in the Bowels” ('El viento en los intestinos' en español) ha sido diseñada en cooperación con la Sociedad Médica Finlandesa Duodecim. La exposición 'About a Coin' fue implementada a través de la colaboración con la Casa de la Moneda de Finlandia para conmemorar el 150 aniversario de la compañía.
Como una extensión de la exposición principal, la exposición Heureka Classics fue inaugurada en 2009 en honor al 20 aniversario de Heureka. La exposición Science on a Sphere, por otro lado, lleva expuesta desde principios de agosto de 2009.
Además de la exposición principal, Heureka generalmente alberga también dos exposiciones temporales. Los temas de las exposiciones temporales pasadas han tratado sobre temas como los dinosaurios, los seres humanos, los deportes, los bosques, el arte de la película, el vuelo y las culturas arcaicas. Desde la apertura de Heureka, las exposiciones más exitosas han sido las exposiciones de dinosaurios. La exposición de 2001 sobre la vida familiar de los dinosaurios, por ejemplo, atrajo a 406.000 visitantes. Muchas de las exposiciones producidas independientemente por Heureka han sido expuestas en numerosos centros científicos de todo el mundo. Heureka también cuenta con exposiciones importadas del extranjero.

### Zonas al aire libre
La zona del parque al aire libre, “Science Park Galilei”, se inauguró en el año 2002. Esta área del centro se puede visitar anualmente durante el verano. “Galilei” es una especie de parque científico recreativo. Sus 7.500 m² de superficie, albergan cientos de exhibiciones, muchas de las cuales cuentan con agua como elemento primario. Las exposiciones se basan en fenómenos matemáticos, físicos y musicales. El parque exterior también tiene obras de arte móviles, como el trazador gráfico de arena, creado por el conocido artista Osmo Valtonen. “Galilei” también cuenta con un jardín botánico con especies de coníferas procedentes del hemisferio norte.
Justo antes de entrar al parque, podemos ver algunos ejemplos de los tipos de roca que se pueden encontrar en Finlandia, tantos rocas comunes como otras menos comunes. Las rocas están situadas de manera que reflejan su distribución por las diferentes provincias geográficas de Finlandia. Llegando a la entrada principal, los visitantes también son recibidos por jardines perennes que fueron plantados de acuerdo con el sistema de clasificación histórica diseñado por Carolus Linnaeus. El frente de la entrada es de baldosas en ladrillo de Penrose.

### El planetario
Con forma semiesférica, el planetario presenta, principalmente, películas sobre astronomía. Hasta 2007, el teatro se llamaba el Teatro Verne, y dirigía super películas y programas multimedia realizados con proyectores de diapositivas especiales que aprovecharon toda la superficie de 500 m² de la pantalla hemisférica. A finales de 2007, el teatro fue completamente renovado, y volvió a abrir sus puertas el 26 de diciembre de 2008 como uno de los planetarios más modernos, digitalmente hablando, de toda Europa. En total, el planetario dispone de 135 asientos.

### Otras actividades que se realizan diariamente
Aparte de las exhibiciones y el planetario, Heureka ofrece además la oportunidad de presenciar diariamente espectáculos de teatro de carácter científico, programas guiados en el que uno de los puntos más importantes es la participación del público e incluso partidos de baloncesto entre ratas. Paralelamente, se llevan a cabo otra serie de actividades didácticas como en los días de ciencia (“Science Days”), vacaciones científicas o en los campamentos que Heureka organiza cada verano. En el auditorio de Heureka también se celebran regularmente conferencias públicas que abordan diversos temas, que también se pueden llevar a cabo en el planetario. Adicionalmente, existe una tienda donde se pueden comprar algunos regalos relacionados con distintas áreas de la ciencia, y un restaurante, el café Einstein. Por último, Heureka cuenta con instalaciones para conferencias y un auditorio de 220 asientos para reuniones.

## Datos sobre Heureka

### Visitantes
Desde 1989 hasta 2011, unas 280.000 personas habían visitado Heureka cada año. En mayo de 2010 el número de visitantes superó los seis millones. En total, más de 22 millones de personas han visitado las exposiciones de Heureka, bien en el museo científico de Finlandia,o en las exhibiciones que se exponen en el extranjero. Del promedio de 280.000 personas que visitan Heureka cada año, más de la mitad representan a familias, un cuarto estudiantes de escuelas, un 10% son visitas corporativas y el resto son visitantes individuales. Alrededor del 6-10% de los visitantes llegan desde el extranjero, con el porcentaje más alto procedente de Rusia y Estonia. El número de visitantes se ve afectado por, por ejemplo, la situación económica general, el tiempo y los fondos que se destinan a realizar excursiones para los grupos escolares.

### Fundación y financiación
Heureka está organizada por el Centro Finlandés de Ciencias, cuyos miembros originales incluyen la Universidad de Helsinki, la Universidad de Tecnología de Helsinki (actualmente Universidad de Aalto), la Federación de Sociedades Finlandesa y la Confederación de Industrias (actualmente la Confederación de Industrias Finlandesas), la ciudad de Vantaa, el Ministerio de Educación (actualmente el Ministerio de Educación y Cultura), el Ministerio de Comercio e Industria (actualmente el Ministerio de Empleo y Economía), el Ministerio de Finanzas, la Organización Central de los Sindicatos Finlandeses, y el Sindicato de Educación de Finlandia.
La financiación de Heureka se provee a través de subsidios de la ciudad de Vantaa y el Ministerio de Educación y Cultura, así como a través de sus propios ingresos: las entradas y la tarifa de alquiler, recaudación de fondos y las exportaciones de las exposiciones.
Los fondos totales de Heureka son de nueve millones de euros, aproximadamente, de los cuales, los ingresos de operaciones propias fueron el 48% en 2011. La parte de la financiación aportada por la ciudad de Vantaa y el Ministerio de Educación y Cultura fue en total del 52% en 2011. El apoyo público es notablemente menor que el de otras instituciones culturales. Parte de la financiación viene también de cooperaciones corporativas. Las exposiciones temporales suelen estar patrocinadas por los principales socios. Heureka también tiene dos compañías que pertenecen enteramente a la Fundación: la tienda de ciencias Magnetti Oy, que lleva la tienda de Heureka y en el centro comercial de Kamppi en el centro de Helsinki; y Heureka Overseas Productions4 Oy Ltd, que gestiona las exportaciones de Heureka.

### Otros datos
A finales de 2014, la fundación tenía empleados contratados a jornada completa (68 horas) y a jornada parcial (32 horas). El número total de empleados por año es de 77 aproximadamente. Además, se realizaron 7.206 horas por voluntarios. Ha habido voluntarios en Heureka desde 1998, y actualmente hay entre 60 y 70 voluntarios al servicio de Heureka.
El centro es miembro de tres asociaciones de centros científicos:
ASTC (Association of Science-Technology Centers)
ECSITE (The European Collaborative for Science, Industry and Technology)
NSCF (Nordisk Science Centerförbundet)